# ロバート・バッチャー
ロバート・フォックス・バッチャー（Robert Fox Bacher, 1905年8月31日- 2004年11月18日）は、米国の原子核物理学者である。
オハイオ州ロードンビルに生まれ、ミシガン大学で学士号と博士号を取得した。1930年の博士論文は、サミュエル・ゴーズミットの指導の下、原子準位の超微細構造のゼーマン効果について書かれたものである。カリフォルニア工科大学（Caltech）とマサチューセッツ工科大学（MIT）の大学院を経て、コロンビア大学に就職。1935年、ハンス・ベーテからのオファーを受け、ニューヨーク州イサカのコーネル大学で一緒に働くことになった。そこでバッチャーとベーテはNuclear Physics. A: Stationary States of Nuclei（1936年）を共同執筆した。この本は後に 「ベーテのバイブル」として知られるようになる3冊の本のうちの最初のものである。
1940年12月、バッチャーはマサチューセッツ工科大学（MIT）の放射線研究所に入ったが、コーネル大学で行っていたカドミウムの中性子断面積の研究はすぐに止めなかった。放射線研究所は、レーダー信号を受信するセクションと、レーダー信号を発信するセクションに分かれていた。バッチャーが任命されたのは信号を受信するセクションであった。ここで彼は、自らの科学者としての研究だけでなくゼネラル・エレクトリック社やRCA社の科学者の研究も調整し、運営面で貴重な経験を積んだ。1942年、バッチャーにロバート・オッペンハイマーから、ニューメキシコ州ロスアラモスに新設された研究所でマンハッタン計画に参加するよう打診があった。ロスアラモスが軍事研究所ではなく民間研究所となったのは、バッチャーの主張によるものだった。ロスアラモスでは、バッチャーが計画のP（Physics）部門、後のG（Gadget）部門を率いた。バッチャーとオッペンハイマーは緊密に協力し、2人は毎日のように計画の進捗状況について話し合った。
戦後、バッチャーはコーネル大学の核研究所の所長に就任した。彼はまた、戦時中のマンハッタン計画に代わる民間機関であるアメリカ原子力委員会も兼任し、1947年には初代委員の一人となった。1949年に退任し、カリフォルニア工科大学の物理学・数学・天文学部門長に就任した。1958年には大統領科学諮問委員会（PSAC）の委員に任命された。1962年、カリフォルニア工科大学副学長兼プロヴォストに就任。1970年にプロヴォスト職を退き、1976年に名誉教授となる。2004年、99歳で死去した。

## 生い立ちとキャリア
バッチャーは1905年8月31日、オハイオ州ロードンビルでハリー(Harry)とバイル(Byrl Fox Bacher)・バッチャーのひとり子として生まれた。1908年、一家はミシガン州アナーバーに移り住み、ハリーは銀行員として、バイルはミシガン大学の声楽教師として働いた。バッチャーはW.S.ペリー校に通い、後にアナーバー高校に進んだ。そこでミシガン大学の物理学部長ハリソン・M・ランドール教授に出会い、物理学を学ぶことを勧められた。
バッチャーはミシガン大学に入学し、カッパ・シグマフラタニティに入会して学生寮に住んだ。2年次には学生寮長になったが、3年次には物理学に専念するため自宅に戻った。ランドールの勧めでハーバード大学文理大学院に入学し、1926年に博士号を取得した。学費は家族持ちであったが、父親が心臓発作を起こし、学費が払えなくなったため、1927年、バッチャーは実家のあるアナーバーに戻り、ミシガン大学に通った。ゼネラル・エレクトリック社からチャールズ・A・コフィン財団奨学金を受けた。
ミシガン大学の理論物理学科を立ち上げるため、ランドールは1927年、アナーバーで働く4人の著名な若手物理学者を採用した： オットー・ラポート、ジョージ・ウーレンベック、サミュエル・ゴーズミット、デビッド・M・デニソンである。ミシガン大学はもはや理論物理学の僻地ではなくなった。バッチャーはすぐにゴーズミットの原子構造コースに申し込んだ。ガウズミットと共に原子準位の超微細構造のゼーマン効果を研究し、それは1930年の博士論文のテーマとなった。
1930年5月30日、ジーン・ダウ(Jean Dow)と結婚。母親からフォードモデルAと湖畔の別荘を譲り受け、ポール・エーレンフェストやエンリコ・フェルミらをもてなした。1931年、アイラ・ボーエンがカリフォルニア工科大学で教鞭をとっていたため、彼は全米研究評議会の奨学金を得てカリフォルニア工科大学で1年間を過ごした。カリフォルニア工科大学では、ロバート・オッペンハイマーの講義に出席したが、図書の充実したウィルソン山天文台でほとんどの時間を過ごした。バッチャーは、アナーバーに戻ったゴーズミットと協力して、既知のすべての原子とイオンのエネルギー、結合定数、パリティ、電子配置を一覧にした著作を作ることにした。そうして、Atomic Energy States as Derived from the Analysis of Optical Spectra（1932年）という本が出来上がり、ランドールに献呈された。
全米研究評議会フェローシップの2年目、バッチャーはハーバード大学で彼を教えていたジョン・C・スレーターのもとで働くため、マサチューセッツ工科大学に移った。そこでスレーターは、ジェームズ・チャドウィックが最近発見した中性子についてのセミナーを行うようバッチャーに依頼した。チャドウィックの論文を読んだバッチャーは、中性子のスピンが1/2であれば、当時の理論の矛盾が解決することに気づいた。このことは、客員研究員エドワード・コンドンと共にPhysical Review誌に提出したレターの主題となった。その1年後、バッチャーは、窒素の超微細構造から決定された異常に小さな磁気モーメントに基づいて、中性子磁気モーメントがマイナス1核磁子程度であると予想した。
その後、アルフレッド・H・ロイドフェローシップでミシガン大学に戻った。この頃は世界恐慌のため職探しには難航したが、1934年、コロンビア大学に就職し、イジドール・イザーク・ラービ、ジェロルド・ザカリアス、ジェローム・ケロッグ、シド・ミルマンらと働いた。1935年12月、ジーンは最初の子供マーサ(Martha)を出産。1938年には第二子のアンドリュー(Andrew)が生まれた。バッチャーはハンス・ベーテからのオファーを受け、ニューヨーク州イサカのコーネル大学で一緒に働くことになった。イサカは、バッチャーとジーンが育ったアナーバーに似た大学の町だった。コーネル大学でバッチャーとベーテはNuclear Physics. A: Stationary States of Nuclei（1936年）の執筆に取り組んだ。後に 「ベーテのバイブル」として知られるようになる3冊の本のうちの最初の1冊である。

## 第二次世界大戦

### 放射線研究所
ロスアラモスIDバッジ
- ロバート・バッチャー
- ジーン・ダウ・バッチャー

1940年12月、バッチャーがマサチューセッツ工科大学の放射線研究所に加わった、しかし、すぐには自身の研究を止めなかった。研究所のリー・アルビン・デュブリッジ所長とは、研究が完了するまで3週間ごとに4日間コーネル大学に戻るという取り決めをした。彼はカドミウムの中性子断面積を研究していた。これは原子炉を作ろうとしていたエンリコ・フェルミが関心を寄せていたテーマであったが、その中性子断面積の数値はバッチャーのものと一致しなかった。バッチャーが結果を注意深くチェックすると、フェルミはその正しさを信じ、バッチャーに発表するよう促した。バッチャーがPhysical Review誌に論文を投稿したところ、戦後まで出版を差し控えるよう指示があり、論文が出版されたのは1946年のことであった。
デュブリッジは放射線研究所を2つのセクションに編成した。1つはレーダー信号を受信するセクション、もう1つはレーダー信号を発信するセクションである。バッチャーが任命されたのは信号受信セクションであった。ここで彼は、科学者としての仕事だけでなく、ゼネラル・エレクトリック社やRCA社の研究も調整し、運営管理面で貴重な経験を積んだ 。彼は後にこう回想している：
ターゲットから反射された信号を、送信機からのノイズと区別する究極の方法は、最終的にブラウン管で行うべきだという結論に、私たちはすぐに達した。私たちはブラウン管を開発し、ゼネラル・エレクトリック社とRCA社と契約して共同で製造しなければならなかった。私は、ある週にはゼネラル・エレクトリック社を、次の週にはRCA社を訪ね、翌週にはケンブリッジの放射線研究所で合同会議を開くなど、自ら契約の監督を行った。私はその頃から契約管理にのめり込んでいたのです。

### マンハッタン計画
1942年、バッチャーと放射線研究所副所長のラービは、オッペンハイマーからニューメキシコ州ロスアラモスに新設された研究所でマンハッタン計画に参加するよう打診された。2人はオッペンハイマーに対し、軍事研究所の計画はうまくいかない、科学的な努力は民間的なものでなければならない、と説得した。計画は修正され、新しい研究所は、戦争省から委託を受けたカリフォルニア大学が運営する民間の研究所となった。バッチャーにとって、これがプロジェクトの成功への最初の貢献であった。彼は1943年4月、ロスアラモスでオッペンハイマーに会ったが、自分が必要であるとは確信できなかった。

オッペンハイマーは彼にこう書き送った：
私がこの仕事にあなたの力を借りたいと強く望んでいたことはご存知の通りです。私があなたの管理経験や管理上の知恵にどれほど感謝しているか、また、今回のプロジェクトでまさにその必要性をどれほど感じているか、おそらくあなたは十分に理解していないと思います。おそらくあなたも、あなたが中性子物理学の分野で非常に多くの仕事をしてきたこと、そしてMITにおける昨年の開発について非常によく知っていることを十分に理解していないでしょう。この3つの資格によって、あなたはほとんど唯一無二の存在になっていると私は思います。加えて、私はあなたの堅実さと判断力に対する私自身の信頼を文書で表明したいと考えています。この嵐のような事業が非常に重視する資質です。

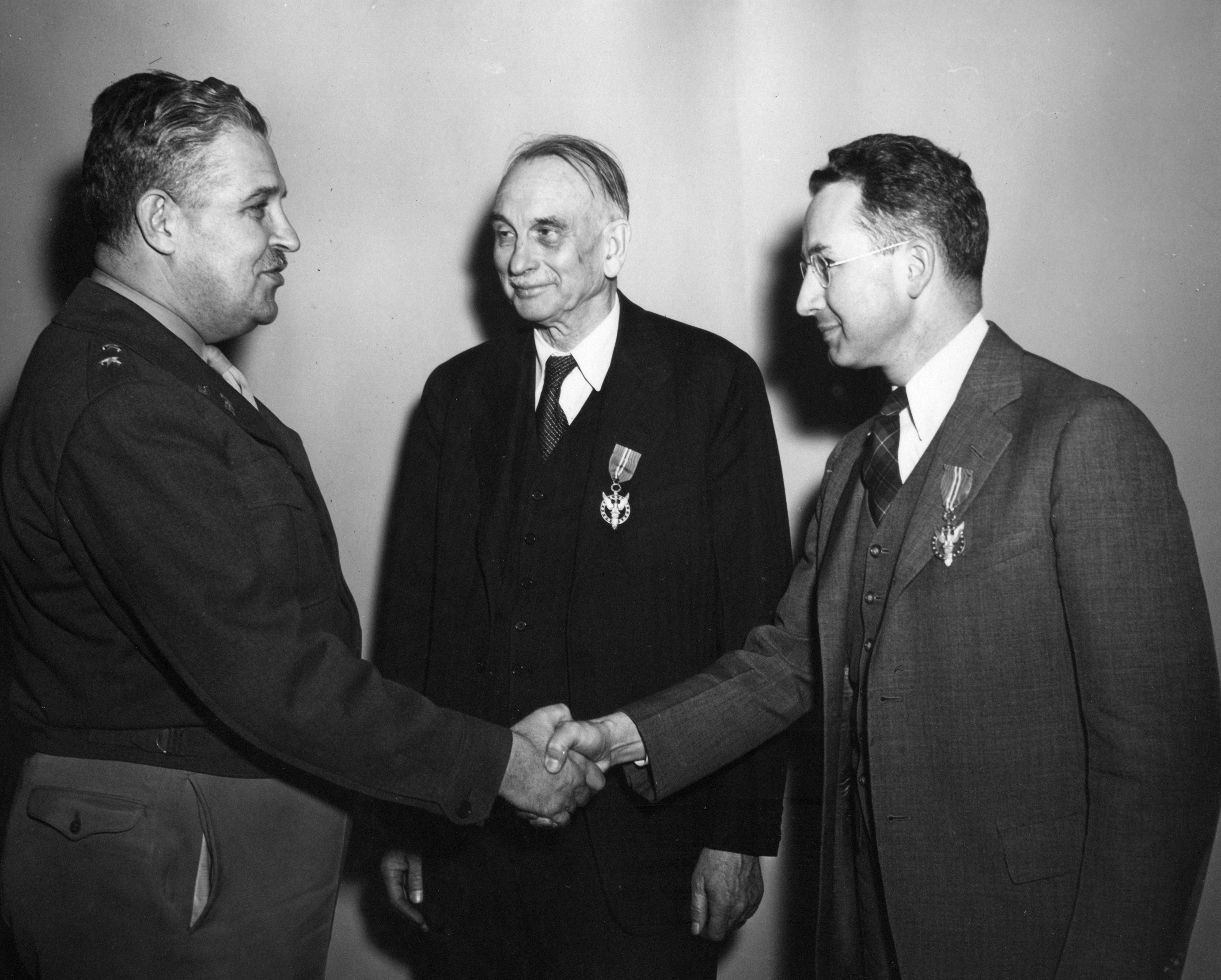
レスリー・R・グローブス・ジュニア少将（左）から功労勲章を授与されるバッチャー（右）

その後、バッチャーはロスアラモスでの仕事を引き受け、1943年5月に家族とともにロスアラモスに移り、実験物理学部門（P部門）の責任者となった。妻のジーン・ダウ・バッチャーも理論部門（T部門）の計算手として雇われた。彼の下の7人のグループリーダーには、ジョン・H・ウィリアムズ、ロバート・R・ウィルソン、ジョン・H・マンリー、ダロル・K・フロマン、エミリオ・G・セグレ、ブルーノ・B・ロッシ、ドナルド・W・カーストがいた。バッチャーとオッペンハイマーは緊密に協力し、2人は毎日のように計画の進捗状況について話し合った。
1944年7月、オッペンハイマーは研究所を再編成し、爆縮型核兵器の製造問題に焦点を絞った。これは、プルトニウムではガンバレル型設計が機能しないため、必要なことであった。P部門は解体され、バッチャーがG（ガジェットの意）部門の責任者となった。ウィリアム・ヒギンボーサム、セス・ネッダーマイヤー、エドウィン・マクミラン、ルイス・アルバレス、オットー・フリッシュなどのリーダーが率いる11のグループがある、はるかに大規模な部門であった。
ジョージ・キスティアコフスキーの爆発物部門（X部門）が爆縮レンズを開発したのに対し、G部門はその他の兵器を設計した。乗り越えなければならない困難は数多くあったが、特にレンズを必要な速度で起爆させる手段を考案することが重要だった。ロバート・F・クリスティのソリッドコアの設計が、成功する可能性が最も高い設計として選ばれた。
研究所の作業を調整するため、オッペンハイマーは「カウパンチャー委員会」を創設した。これは、爆縮作業を「牛追い」し、研究所のすべての作業を調整するためであった。この委員会にはバッチャー、サミュエル・アリソン、ジョージ・キスティアコフスキー、ディーク・パーソンズ、チャールズ・ローリツェン、ハートリー・ロウが名を連ねていた。
ニューメキシコの砂漠で試験爆発させる日の3日前、バッチャーはピット組み立てチームの一員として、アラモゴード実験場近くの古い家屋（マクドナルド・ランチ・ハウス）で核カプセル（プルトニウム・コアとイニシエーターが入ったウラン・タンパーの円筒形部分）を組み立てた。カプセルを発射塔に運び、爆発装置の内部にある球形タンパーに挿入したところ、詰まってしまった。バッチャーは、プルトニウムコアが発する熱によるカプセルの膨張が詰まりの原因であり、2つの部品を接触させたままにすれば温度が均等化され、カプセルを完全に挿入できると考えた。テストを見た後、彼の反応は 「おお、うまくいった(Well, it works)」というものだった。
バッチャーは、日本が降伏交渉を開始したという知らせを受けた8月12日、ロスアラモスのアイスハウスで、テニアン島に出荷する3番目のコアを梱包していた。彼はG部門に新しいタイプのコアと装置の設計と製造の任務を与え、エドワード・テラーのスーパー爆弾の開発を促す報告書をロバート・ウィルソンと共著で作成した。マンハッタン計画で作成された文書の機密解除を検討したリチャード・トルマンが委員長を務める委員会や、原子力の国際管理の技術的実現可能性を調査したマンソン・ベネディクトが委員長を務める委員会のメンバーも務めた。マンハッタン計画への貢献により、バッチャーには1946年1月12日に功労勲章が授与された。

## 第二次世界大戦後

### 原子力委員会
戦後、バッチャーはイサカに戻り、コーネル大学の原子核研究所を率いることになった。彼は、コーネル大学が高エネルギー核物理学の主要なプレーヤーになるために必要なものは新しいシンクロトロンである、というベーテの意見に同意したが、まずそれを置く場所を見つける必要があった。1946年、バッチャーは、同じアメリカ代表のトルマン、オッペンハイマーとともに、新設された国際連合原子力委員会の科学技術小委員会に任命された。そのため、バッチャーはイサカとニューヨークを行き来することになった。

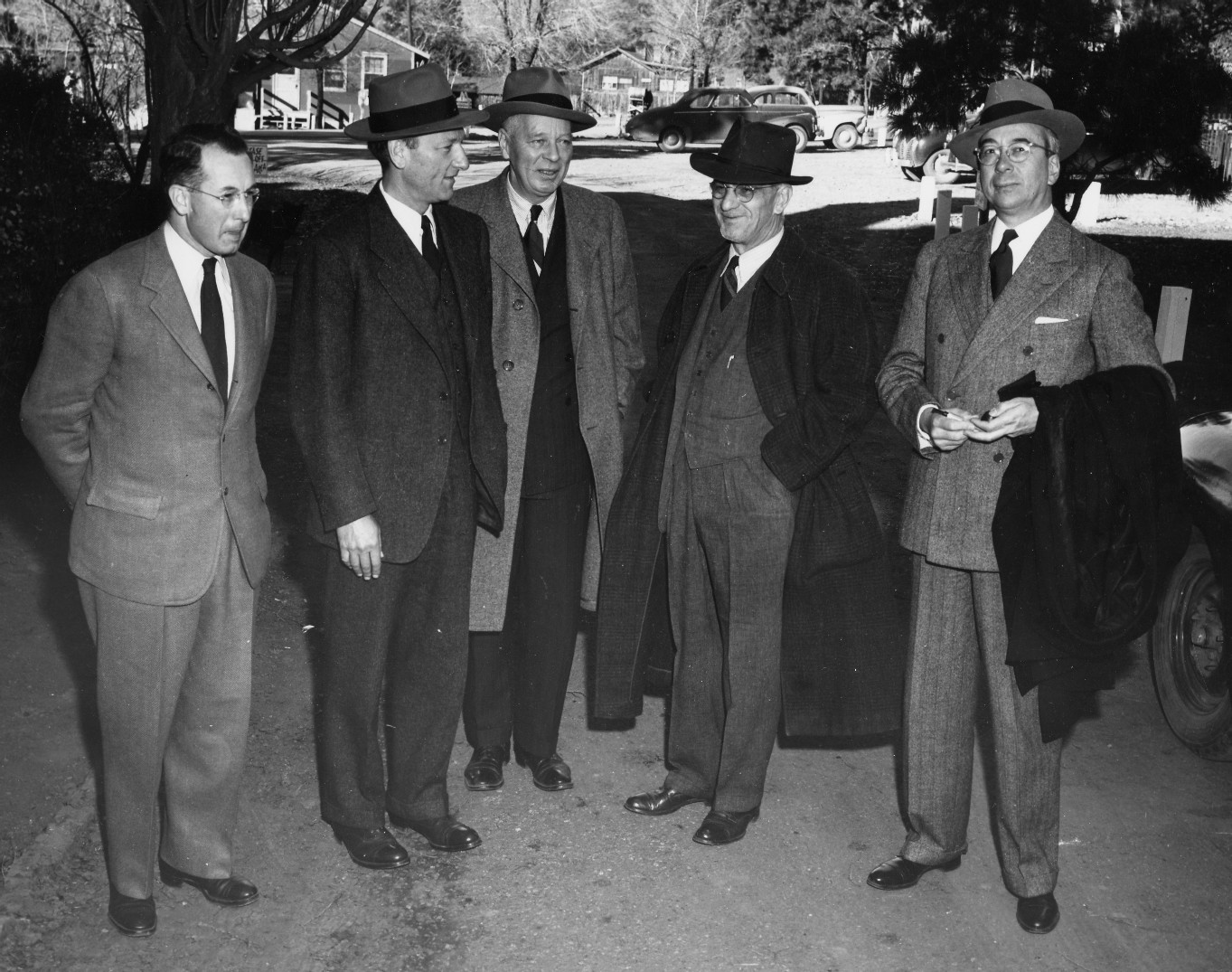
ロスアラモスの5人の原子力委員。左からバッチャー、デビッド・E・リリエンタール、サムナー・パイク、ウィリアム・W・ウェイマック、ルイス・L・ストラウス

1946年10月、デビッド・リリエンタールはバッチャーに、戦時中のマンハッタン計画に代わる民間機関として設立された米国原子力委員会の初代委員の一人になるよう要請した。共和党員であったバッチャーは、米国議会原子力合同委員会の上院議員によって8対0であっさりと承認された。彼は5人の委員の中で唯一の科学者であり、このポストを引き受ける決断をした重要な要因であった。彼は、原子力委員会の重要な諮問委員会の選考で主導的な役割を果たし、9人の科学者が任命された： ジェームズ・コナント、リー・デュブリッジ、エンリコ・フェルミ、ロバート・オッペンハイマー、イジドール・イザーク・ラービ、ハートリー・ロウ、グレン・シーボーグ、シリル・スタンリー・スミス、フッド・ワーシントンである。
バッチャーと同僚のサムナー・パイク委員は、ロスアラモスとハンフォード・サイトの視察から始め、オッペンハイマーの後任としてロスアラモス所長に就任したノリス・ブラッドベリとともに、ロスアラモスの核分裂性物質の目録を作成した。その結果、1946年に製造された原子爆弾はわずか9個であった；1947年は4個であった、その主な原因は、ハンフォードの原子炉にまつわる生産問題であった。1948年、バッチャーが原子力委員会の代表としてエニウェトク環礁でのサンドストーン核実験を視察したとき、これらの問題は解決に向かっていた。バッチャーの当初の2年の任期は1949年1月1日で切れるはずだったが、ハリー・トルーマン大統領が説得して留任させた。バッチャーは1949年5月に辞職したが、この時は大統領も説得できなかった。
バッチャーは学界に戻ることを望んだが、ロバート・ウィルソンがコーネル大学原子核研究所の所長になっており、バッチャーはロスアラモスで自分のグループリーダーの一人だった人の下で働くのは気が引けると感じた。そこで彼は、カリフォルニア工科大学の物理学・数学・天文学部門のリー・デュブリッジからのオファーを受けた。しかし、原子力委員会での仕事はそう簡単には彼から離れなかった。上院議員バーク・ヒッケンルーパーは、委員会の不始末、特にハンフォードでのコスト超過、共産主義者への奨学金授与、アルゴンヌ国立研究所からの289グラム (10.2 oz)のウラン損失について告発した。バッチャーはワシントンに戻り、原子力合同委員会でリリエンタールの代理として証言する義務を感じた。
1949年9月、空軍がソビエト連邦のRDS-1核実験の兆候をとらえたとき、もう一つの難局が訪れた。バッチャーがオッペンハイマー、パーソンズ、ホイト・ヴァンデンバーグ将軍、原子力委員会、ウィリアム・ペニー率いる英国代表団に交じって、どうすべきか話し合った。最近の英ポンド切り下げはすでに金融危機を引き起こしており、市場がこのニュースにどう反応するか懸念されていた。オッペンハイマーとバッチャーは核実験の証拠を決定的なものと見ており、特にバッチャーは、すでに知っている人の数が多く、情報漏洩はほとんど避けられないとして、公表する側に強く賛成した。トルーマンはその数日後に発表を行った。

### カリフォルニア工科大学
バッチャーがカリフォルニア工科大学で就任した部門主任は、1945年にロバート・A・ミリカンが退任して以来、空席となっていた。名目上は教授職であったが、主に管理職であった。1949年当時、カリフォルニア工科大学には17人の教授がおり、そのうち9人が物理学者、2人が宇宙物理学者、残りの6人が数学者であった。そこには、海軍研究局から資金援助を受けていた世界有数の研究所が2つあった、ミリカンが創設し、カール・アンダーソンが所長を務める宇宙線研究所と、チャールズ・ローリツェンが所長を務めるW・K・ケロッグ放射線研究所である。しかし、高エネルギー物理学のための施設はなく、ゼロから作らなければならなかった。
バッチャーが高エネルギー物理学に進出するにあたっては、デュブリッジだけでなくアンダーソンやローリツェンからも全面的な支援を受けた。ローリツェンはすでにロバート・ラングミュアを雇い、新しい600MeVシンクロトロンの設計を始めていた。バッチャーが見つけたのは、もともとパロマー天文台の200インチ (5,100 mm)鏡の研磨に使われていたが、1948年以来空き家になっていた大きな建物だった。彼は原子力委員会と海軍研究局から100万ドル相当の補助金を得て、この施設とその他の必要な設備を建設し、年間30万ドルの運転費を確保した。
施設だけでは不十分だった。バッチャーには物理学者が必要だった。ローリツェンはロバート・クリスティを雇い、この問題にも着手した。バッチャーは実験物理学者アルビン・V・トレストラップ、ロバート・M・ウォーカー、マシュー・サンズを雇った。しかし、バッチャーが最も必要と判断した物理学者は、リチャード・ファインマンだった。彼を獲得するために、バッチャーは多額の給与を提供し、ファインマンのブラジルでの1950年から1951年のサバティカル費用を支払うことに合意した。ファインマンは1965年にノーベル物理学賞を受賞した。1955年、バッチャーは1969年にノーベル賞を受賞することになるマレー・ゲルマンを雇った.。
電波天文学という比較的新しい分野に興味を持ったバッチャーは、1955年にオーストラリア連邦科学産業研究機構からジョン・ボルトンとゴードン・スタンリーを雇った。海軍研究局からの助成金によってボルトンはオーウェンズ・バレー電波天文台を建設し、クエーサー研究の重要な拠点となった。
カリフォルニア工科大学時代も、バッチャーのワシントンでの仕事に終わらなかった。ドワイト・アイゼンハワー大統領の下で大統領科学諮問委員会（PSAC）の委員を1953年11月18日から1955年6月30日までと1957年12月9日から1959年12月31日までの2期務めた。最初の任期では、1954年のオッペンハイマー安全保障公聴会で旧友のために証言した。2期目には、ジェームズ・フィスク、アーネスト・ローレンスとともに、部分的核実験禁止条約をどのように監視できるかを検討した。
バッチャー教授は1962年に副学長兼プロヴォストに任命されるまで、カリフォルニア工科大学の物理学・数学・天文学の学科長を務めた。1970年に65歳でプロヴォスト職を退き、1976年に名誉教授となった。その後もジェット推進研究所で研究を続け、時折カリフォルニア工科大学を訪れた。1983年にはロスアラモス研究所で、研究所設立40周年を記念するイベントの式典主事を務めた。生涯で、米国科学アカデミー、米国哲学協会、米国芸術科学アカデミーの会員に選出された。
1994年5月28日、妻のジーンが死去。
2004年11月18日、カリフォルニア州モンテシトのリタイヤメント・ホームで死去。遺族は娘のマーサ・バッチャー・イートンと息子のアンドリュー・ダウ・バッチャー（インディアナ大学で働く原子物理学者）。彼の資料はカリフォルニア工科大学の書庫に所蔵されている。